# بودوفيلوتوكسين
بودوفيلوتوكسين ( PPT )، المعروف أيضًا باسم بودوفيلوكس، هو دواء يستخدم لعلاج الثآليل التناسلية و المليساء المعدية.   لا ينصح به لعدوى فيروس الورم الحليمي البشري بدون ثآليل خارجية.  يطبق على الجلد المصاب من قبل مقدم الرعاية الصحية أو الشخص نفسه. 
تشمل الآثار الجانبية الشائعة له: الحرق و الألم و الاحمرار في موقع التطبيق.  وهو مادة لجنين سامة غير قلوية مستخرجة من بودوفيلوم.  و يتوفر أيضًا في شكل أقل دقة يُعرف باسم راتينج بودوفيلوم ، ولكن له آثار جانبية أكبر.  
عُزل البودوفيلوتوكسين لأول مرة في عام 1880.  ووفق عليه للاستخدام الطبي في الولايات المتحدة في عام 1990.  وهو مدرج في قائمة منظمة الصحة العالمية للأدوية الأساسية كبديل لراتنج البودوفيلوم.  و تبلغ تكلفة الزجاجة سعة 3.5 مل حوالي 30 دولارًا أمريكيًا اعتبارًا من عام 2021.  ويباع تحت الأسماء التجارية Condyline و Warticon وغيرها. 